# Goretti Sanmartín
Goretti Sanmartín Rei, (Estrada, 6 de julio de 1964) es una filóloga, escritora y política española. Desde el 17 de junio de 2023 es alcaldesa de Santiago de Compostela. Miembro correspondiente de la Real Academia Gallega desde 2012.

## Trayectoria
Licenciada y doctora en Filología Gallego-Portuguesa, es catedrática de Filología Gallega en la Universidad de La Coruña . Sus líneas de investigación se centran en la formación de la lengua literaria gallega durante el siglo XIX y en la época de las Irmandades da Fala.
Es miembro del Consejo Editorial de la Revista Gallega de Filología y fue Directora del Servicio de Normalización Lingüística de la Universidad de La Coruña entre 2004 y 2006.
En 2012 fue elegida presidenta del BNG de Santiago de Compostela y desde 2013 es secretaria de Implantación y Estrategia Municipal del BNG.
En 2015 formó parte de las listas del BNG en las elecciones municipales como número dos, siendo electa concejala. Tras el pacto de gobierno alcanzado entre PSdeG-PSOE y BNG para la Diputación Provincial de La Coruña, fue elegida Vicepresidenta y Portavoz del organismo provincial. En 2019, se presentó como número uno del Bloque Nacionalista Gallego al Consejo de Santiago de Compostela, resultando elegida tras obtener 2 escaños. Además, deja la vicepresidencia de la Diputación Provincial de La Coruña. En las elecciones municipales de 2023 volvió a presentarse como candidata del Bloque Nacionalista Gallego a la alcaldía de Santiago de Compostela, obteniendo 6 votos, por lo que fue elegida alcaldesa con el apoyo de los concejales del PSdeG-PSOE y Compostela Aberta.

## Obras

### Ensayo
- Lendo nas marxes. Lingua e compromiso nos paratextos (1863-1936), 2002.
- Os (pre)textos galegos (1863-1936), 2002, Sotelo Blanco.
- Nos camiños do entusiasmo, 2009, Xerais.
- Consideracións sobre a decadencia e a rehabilitación da lingua galega. Homenaxe a Manuel García Blanco, 2012, Universidade da Coruña.

### Edición
- O Teatro de Xan da Cova: La Galiciana e María Pita, 2002, Universidade da Coruña.
- A Virxe do Cristal. Lenda de Curros Enríquez axeitada para a ópera, de Ramón Cabanillas, 2002, Universidade da Coruña.

### Obras colectivas
- A lingua literaria galega no século XIX, 2005, Universidade da Coruña.
- Criterios para o uso da lingua, 2006, Universidade da Coruña.
- Nicomedes Pastor Díaz, unha existencia exemplar, de Ramón Villar Ponte, 2006, Fundación Caixa Galicia.
- Textos filosófico-políticos de Ramón Vilar Ponte. Volume I, 2006, Deputación de Lugo.
- Sobre a calidade da nosa lingua, 2007, Universidade da Coruña.
- Lingua e futuro, 2010, Laiovento.
- Unha outra guía para a intervención lingüística, 2011, Universidade da Coruña.
- Modelos de lingua e compromiso, 2014, Baía.

## Premios
- XIX Premio Literario Ángel Fole .